# Penélope Cruz
Penélope Cruz Sánchez (født 28. april 1974 i Madrid, Spanien) er en spansk skuespillerinde. Hun er især kendt for sit samarbejde med instruktøren Pedro Almodóvar.
“Pe”, som hun kaldes blandt familie og venner, forlod folkeskolen 15 år gammel til fordel for dansestudierne. Kort tid efter udvalgtes Cruz fra en casting og stoppede med dansen. Hun fik tilbudt flere jobs inden for diverse tv-reklamer og musikvideoer. Herfra kom hun med i musikvideoen for en af landets store 80’er-popgrupper, Mecano.[kilde mangler]
Den amerikanske filmindustri fik siden øjnene op for Cruz. Filmen Belle Époque fik international opmærksomhed.[kilde mangler]
Cruz har også stiftet bekendtskab med modeverdenen. Sammen med sin søster, Mónica Cruz, blev der designet modeller til vinterkollektion 2007 for den catalanske tøjgigant Mango. samt arbejdet for Ralph Lauren i 2001.
Privat danner hun par med skuespilleren Javier Bardem.

## Film
Udvalgt filmografi:
- El Laborinto Griego (1991)
- Belle Époque (1992)
- Jamón, Jamón (1992)
- La Ribelle (1993)
- Per amore, solo per amore (1993)
- Alegre ma non troppo (1994)
- Todo es mentira (1994)
- Entre Rojas (1994)
- Brujas (1996)
- La Celestina (1996)
- Mas que Amor, frenesi (1996)
- Framed (1996)
- El Amor perjudica seriamente la Salud (1996)
- Et Hjorne af Paradis (1997)
- Carne Trémula (1997)
- Abre Los Ojos (1997)
- Don Juan (1998)
- Twice Upon A Yesterday (1998)
- Talk Of Angels (1998)
- La Niña de Tus Ojos (1998)
- The Hi-Lo Country (1998)
- Alt om min mor (1999)
- Volaverunt (1999)
- Woman On Top (1999)
- All The Pretty Horses (1999)
- Blow (2001)
- Captain Corelli's Mandolin (2001)
- Vanilla Sky (2001)
- Abre Los Ojos (2002)
- Fanfan La Tulipe (2003)
- Sahara (2005)
- Bandidas (2006)
- Volver (2006)
- Vicky Cristina Barcelona (2008)
- Elegy (2008)
- G-Force (2009)
- Los abrazos rotos (2009)
- Pirates of the Caribbean: I ukendt farvand (2011)